# Женская сборная Испании по флорболу
Женская национальная сборная Испании по флорболу — представляет Испанию на международных соревнованиях по флорболу. Управляющей организацией является Ассоциация флорбола Испании (исп. Asociación Española de Unihockey y Floorball, AEUF, Floorball España).

## Результаты выступлений

### Чемпионаты мира
| Год        | Победы         | Ничьи          | Поражения      | Место          |
| ---------- | -------------- | -------------- | -------------- | -------------- |
| 1997—2003  | не участвовали | не участвовали | не участвовали | не участвовали |
| 2005       | 1              | 0              | 4              | 16             |
| 2007       | 0              | 1              | 4              | 20             |
| 2009—н. в. | не участвовали | не участвовали | не участвовали | не участвовали |